# 奈迈什拉多
奈迈什拉多，是匈牙利佐洛州所辖的一个村，总面积14.02平方公里，总人口313，人口密度22.3人/平方公里（2010年1月1日）。